# Ясон и Медея (картина Уотерхауса)
«Ясон и Медея» (лат. Jason and Medea) — картина английского художника-прерафаэлита Джона Уильяма Уотерхауса, написанная в 1907 году. Полотно находится в частной коллекции. Картина тематически и визуально похожа на раннюю картину художника «Магический круг» (1886).

## Сюжет и описание
Ясон, в греческой мифологии, сын Эсона, собрал самых храбрых героев Греции и отправился на поиски Золотого руна, чтобы вернуть своё законное королевство. После долгих странствий аргонавты встретили слепого пророка Финея, который рассказал им, как безопасно добраться до Колхиды, где хранилось Золотое руно. Когда они прибыли туда, царь Ээт потребовал невыполнимое: чтобы Ясон, прежде чем взять руно, запряг в плуг огромных свирепых огнедышащих быков, вспахал поле Ареса и засеял его зубами дракона, полученными от Кадма. Однако дочь Ээта Медея влюбилась в Ясона и дала ему магическое средство, которое позволило ему выполнить задания царя.
Уотерхаус многократно использовал греческую мифологию в своём творчестве. На этой картине изображена колхидская принцесса Медея, которая готовит для Ясона волшебное зелье, которое Ясон позже даст дракону, охраняющему Золотое руно. На картине присутствуют все характерные элементы картин Уотерхауса — эпизод мифологии, светлокожая муза, красиво одетая в струящееся платье, а две фигуры сидят на тщательно прорисованной классической мебели. Медея со сосредоточенным выражением лица наполняет чашу зельем. Прямо перед ней в пламеми нагреваются ингредиенты зелья, которые она добавляет в чашу. Ясон в традиционной одежде греческого солдата выглядит встревоженным: одетый и вооруженный, он готов идти на битву с драконом. Фигуры Ясона и Медеи изображены, сидящими на каменных скамьях, видимо, в небольшом патио. На заднем плане густые деревья закрывают яркое небо, что позволяет избежать перенасыщения цветов на переднем плане. В стиле картины есть определённая невинность, характерных для прерафаэлитов. Впоследствии Ясон женится на Медее, что делает эту картину романтической сценой.